# Gerbilliscus robustus
Gerbilliscus robustus là một loài động vật có vú trong họ Chuột, bộ Gặm nhấm. Loài này được Cretzschmar mô tả năm 1826.